# Chris Lea

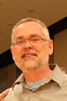
Lea vào 2008.

Chris Lea là một nhà thiết kế, chính khách và nhà hoạt động chính trị ở Canada. Ông là lãnh đạo của Đảng Xanh Canada từ 1990 đến 1996. Lea đáng chú ý là nhà lãnh đạo đảng chính trị đồng tính công khai đầu tiên trong lịch sử Canada.

## Tiểu sử
Lea là một sinh viên tốt nghiệp về lý thuyết và nghiên cứu chính sách tại Viện Nghiên cứu Giáo dục Ontario. Ông trước đây là một kiến trúc sư chuyên nghiệp.
Trong những năm 1980, ông tình nguyện tham gia The Body Politic, một tập trung định kỳ về các vấn đề đồng tính, ngồi một thời gian ngắn trong tập thể biên tập của nó, và phục vụ trong ủy ban thành lập Xtra!, tờ báo đồng tính thành công nhất của Canada. Lea làm việc trong ủy ban tổ chức Hội nghị Công dân cấp cao, hội nghị thượng đỉnh về các cuộc họp G-7 diễn ra tại Toronto năm 1988. Với Frank de Jong, Lea đã tổ chức một chiến dịch lan truyền thành công chống lại McDonald sử dụng hộp đựng vỏ sò xốp dùng một lần và  cũng như một loạt các cuộc biểu tình đã cản trở việc mở rộng năng lượng hạt nhân ở Ontario vào đầu những năm 1990 bằng cách làm sáng tỏ khoản nợ khổng lồ mà chương trình hạt nhân của tỉnh đã tạo ra.
Lea, người đến từ một gia đình giải trí bao gồm biểu tượng truyền hình Canada thập niên 1950 Shirley Harmer, bắt đầu sự nghiệp phụ với tư cách là một nghệ sĩ opera vào năm 2002, và vào tháng 2 năm 2005 đã thực hiện vở solo đầu tiên trên sân khấu trong buổi biểu diễn The Barber of Seville của Gioacchino Rossini.
Ông là giám đốc của các cơ sở tại Hart House tại Đại học Toronto, nơi là một phần của đội, ông đã giành được Giải thưởng Sáng tạo Xanh năm 2010, cho một dự án sử dụng năng lượng điện được tạo ra từ xe đạp tập thể dục. For many years he was vice-President of the Toronto Opera Repertoire, and is now President of Toronto City Opera.
Lea sống ở Toronto.

### Lãnh đạo Đảng Xanh
Lea là lãnh đạo của Đảng Xanh Canada từ 1990 đến 1996. Tổ chức nội bộ của Đảng Xanh Canada đã được phân cấp rất mạnh vào đầu những năm 1990, và vị trí lãnh đạo của nó được coi là một chức danh danh nghĩa. Trong thời gian làm lãnh đạo, Lea đã làm việc để tạo ra một cơ cấu đảng bình thường hơn. Lea bắt đầu Green Canada, tờ báo của các thành viên nội bộ của đảng (sau này trở thành Green Canada Vert trước khi nó được đưa vào các trang web của Đảng Xanh của Canada).  Lea đã khởi xướng việc thực hành các cuộc họp từ xa thường xuyên của hội đồng đảng.  Được hỗ trợ bởi de Jong và Steve Kisby, Lea là người đầu tiên biên soạn tài liệu chính sách toàn diện của Đảng Xanh để phân phối điện tử.  Lea là nhà lãnh đạo Đảng Xanh đầu tiên của Canada thực hiện một chuyến công du quốc gia (từ Halifax đến Clayoquot Sound, bằng xe đạp, đường sắt và đường hàng không, trong cuộc bầu cử liên bang năm 1993) và là người đầu tiên đại diện cho đảng trong một cuộc tranh luận trên truyền hình toàn quốc.  Lea đã tạo quảng cáo truyền hình và in quảng cáo cho các cuộc bầu cử và cuộc trưng cầu dân ý Meech Lake Accord năm 1992.  Ông ủng hộ một bản sắc công ty thống nhất cho bữa tiệc, và thiết kế logo Đảng Xanh đầu tiên được sử dụng trên toàn quốc.
Với tư cách là người lãnh đạo, Lea đã thuyết trình trước các ủy ban hoàng gia về cải cách bầu cử và tài trợ cho CBC, đôi khi bằng tiếng Pháp.  Lea cũng đã giúp tổ chức các hội nghị của đảng và tham gia vào các thách thức pháp lý chống lại tập đoàn phát sóng điều chỉnh các cuộc tranh luận trên truyền hình trong thời kỳ bầu cử.
Năm 1994, để giải quyết tình trạng bế tắc giữa Ủy ban thư tín Hoa Kỳ (đảng xanh quốc gia) và Đảng Xanh California về đại diện cho cuộc họp Điều phối xanh thế giới năm 1995 tại Mexico City, Lea đã tổ chức một cuộc bầu cử quốc tế bao gồm Canada, Mỹ và Caribbean, bầu Ella Haley của Ontario và Anila Walkin của New Jersey.
Với tư cách là người lãnh đạo đảng, Lea đã vận động cho Hạ viện Canada trong cuộc bầu cử liên bang năm 1993 và nhận được 623 phiếu bầu trong cuộc đua tại Toronto của Trinity—Spadina cho vị trí thứ sáu. Ông cũng vận động cho cơ quan lập pháp Ontario trong cuộc bầu cử cấp tỉnh năm 1995 với tư cách là ứng cử viên của Đảng Xanh Ontario, và nhận được 241 phiếu trong cuộc đua tại Toronto của St. George—St. David. Ông đã không tìm kiếm văn phòng liên bang hoặc tỉnh kể từ thời điểm này, mặc dù ông vẫn hoạt động trong Đảng Xanh.  Năm 1998, anh tình nguyện trở thành đại lý chính của đảng để giải thoát Steve Kisby khỏi những nhiệm vụ này.
Lea từ lâu đã là đồng minh của Jim Harris trong cộng đồng Toronto Green, và ủng hộ đề nghị tái đắc cử của Harris với tư cách là lãnh đạo đảng năm 2004.